# Artur Detko
Artur Detko (Radomsko, 18 de febrer de 1983) és un ciclista polonès, professional des del 2005. Actualment corre a l'equip Domin Sport.

## Palmarès
- 2009
  - 1r al Małopolski Wyścig Górski i vencedor d'una etapa
  - 1r al Pomerania Tour i vencedor de 2 etapes
- 2010
  - Vencedor d'una etapa del Bałtyk-Karkonosze Tour
- 2011
  - Vencedor d'una etapa del Bałtyk-Karkonosze Tour
- 2014
  - Vencedor d'una etapa del Bałtyk-Karkonosze Tour